# Западный Сикким

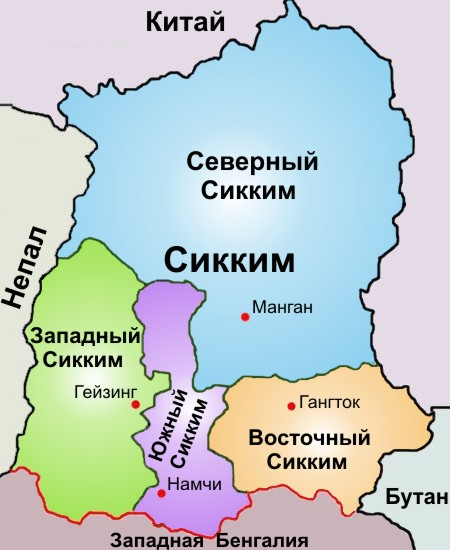

Западный Сикким — район индийского штата Сиккима. Административный центр — Гейзинг. Самый высокогорный район. Граничит с Непалом.
Принадлежал Непалу, но после Англо-непальской войны район был возвращен в Сикким.
Экономика является главным образом аграрной, несмотря на то, что большая часть земли является непригодной к аграрному делу вследствие крутых и скалистых гор.